# Þorlákshöfn
Þorlákshöfn – miejscowość na południowym wybrzeżu Islandii, położona nad niewielką zatoką Hafnarvík, w pobliżu ujścia rzeki Ölfusá do Oceanu Atlantyckiego. Stanowi główną miejscowość gminy Ölfus, w historycznym okręgu Árnessýsla, w regionie Suðurland. Do miejscowości dociera droga nr 38, która łączy się z drogą nr 1 w Hveragerði. Miasto zamieszkuje 1651 osób (2018).
Þorlákshöfn to główny port morski na południowym wybrzeżu wyspy o bardzo korzystnym naturalnym położeniu. Z tego portu kursuje regularny prom na wyspy Vestmannaeyjar. W czasie wybuchu wulkanu Eldfell w 1973 roku do Þorlákshöfn ewakuowano mieszkańców głównej wyspy Heimaey. Część ewakuowanych pozostała na stałe w Þorlákshöfn.  
Od 2018 roku port w Þorlákshöfn obsługuje bezpośredni cotygodniowy prom cargo do Rotterdamu, obsługiwany przez farerską linię Smyril Line.